# Cal de război
Caii de război erau cai folosiți pentru călărie în luptă. Acești cai erau bine dresați, și din cauza valorii lor și a costurilor de întreținere erau un privilegiu al aristocrației.